# Paradoxo de Burali-Forti
O Paradoxo de Burali-Forti, proposto em 1897 pelo matemático italiano Cesare Burali-Forti, diz que não existe um número ordinal maior que todos outros números ordinais.

Em linhas gerais, ele é análogo ao paradoxo de Cantor, que diz que não existe um número cardinal maior do que todos outros.
Uma apresentação simplificada do paradoxo é: dado qualquer
número ordinal, existe um outro número ordinal maior que ele. Em outras palavras, não existe o "conjunto de todos números ordinais" (porque este conjunto seria um número ordinal).